# U-Jagd

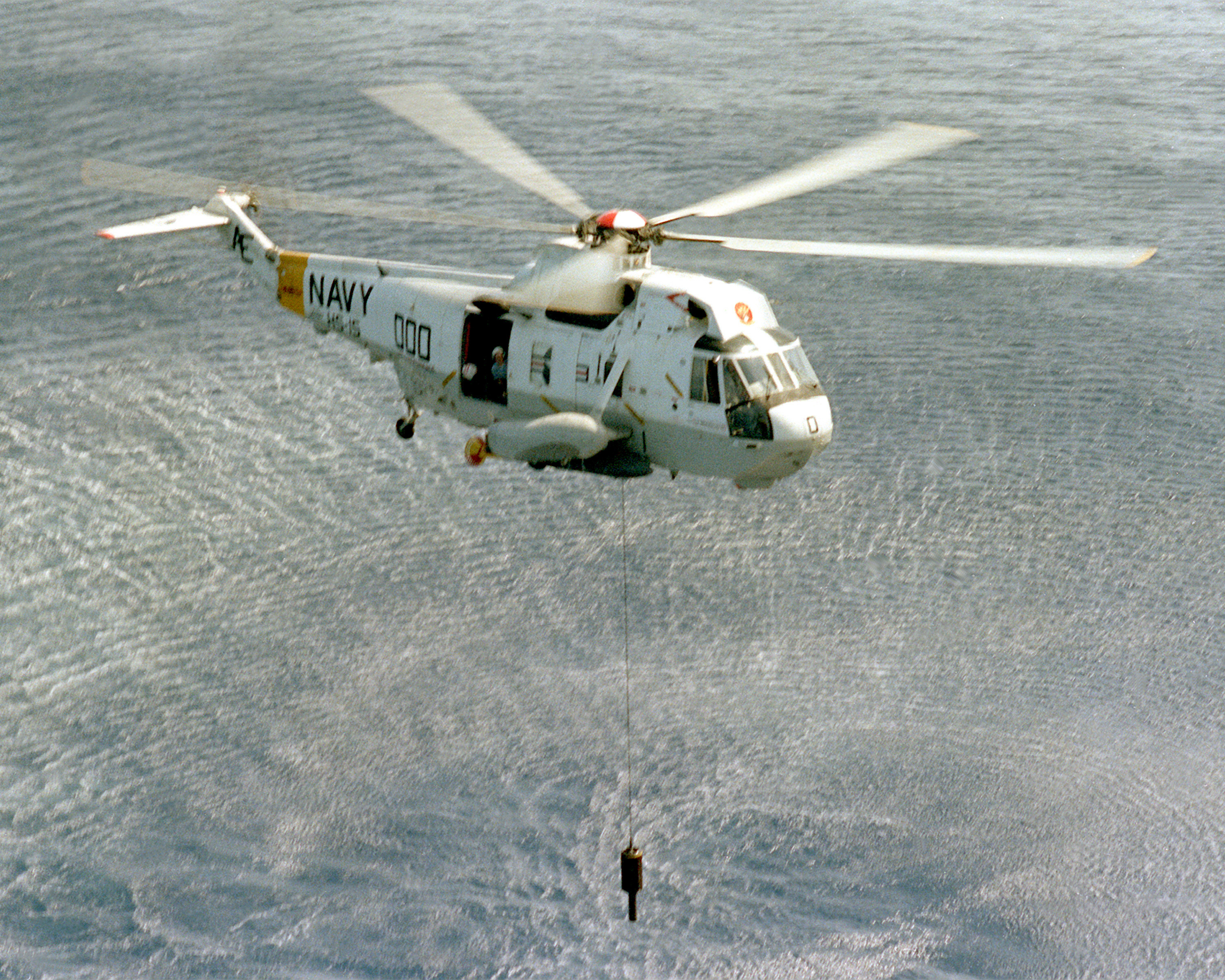
Ein AN/AQS-13-Tauchsonar wird von einem SH-3H Sea King-Hubschrauber herabgelassen

U-Jagd ist ein Begriff in der deutschen Militärsprache und bezeichnet die Bekämpfung feindlicher U-Boote. Die Bezeichnung in der Fachsprache der Volksmarine war U-Boot-Abwehr (UAW). Im NATO-Sprachgebrauch und in der englischen Fachsprache wird der Begriff „Anti-Submarine Warfare“ (ASW) verwandt.

## Geschichte

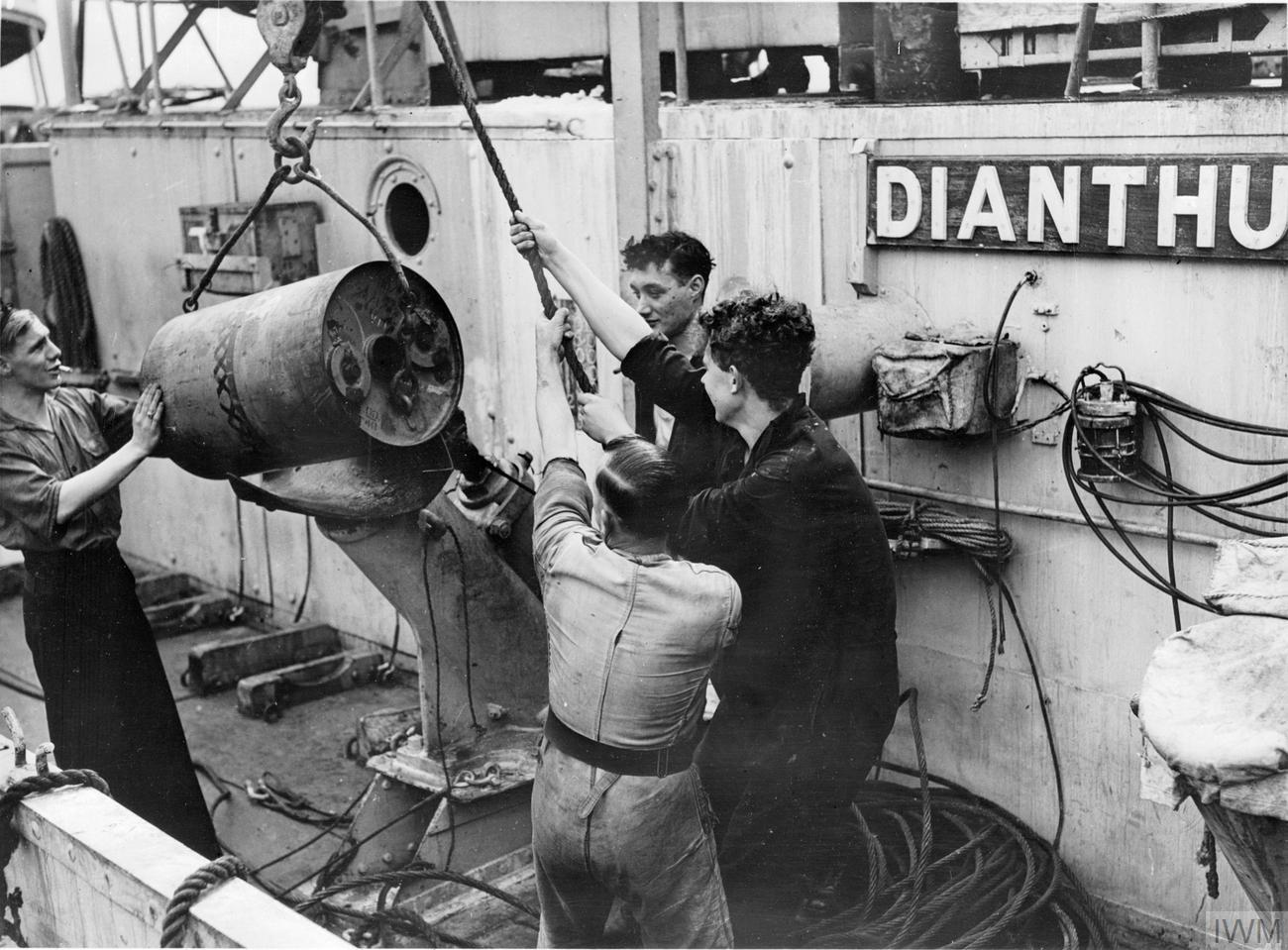
Beladen eines Wasserbombenwerfers auf der Flower Klasse-Korvette Dianthus (1942)

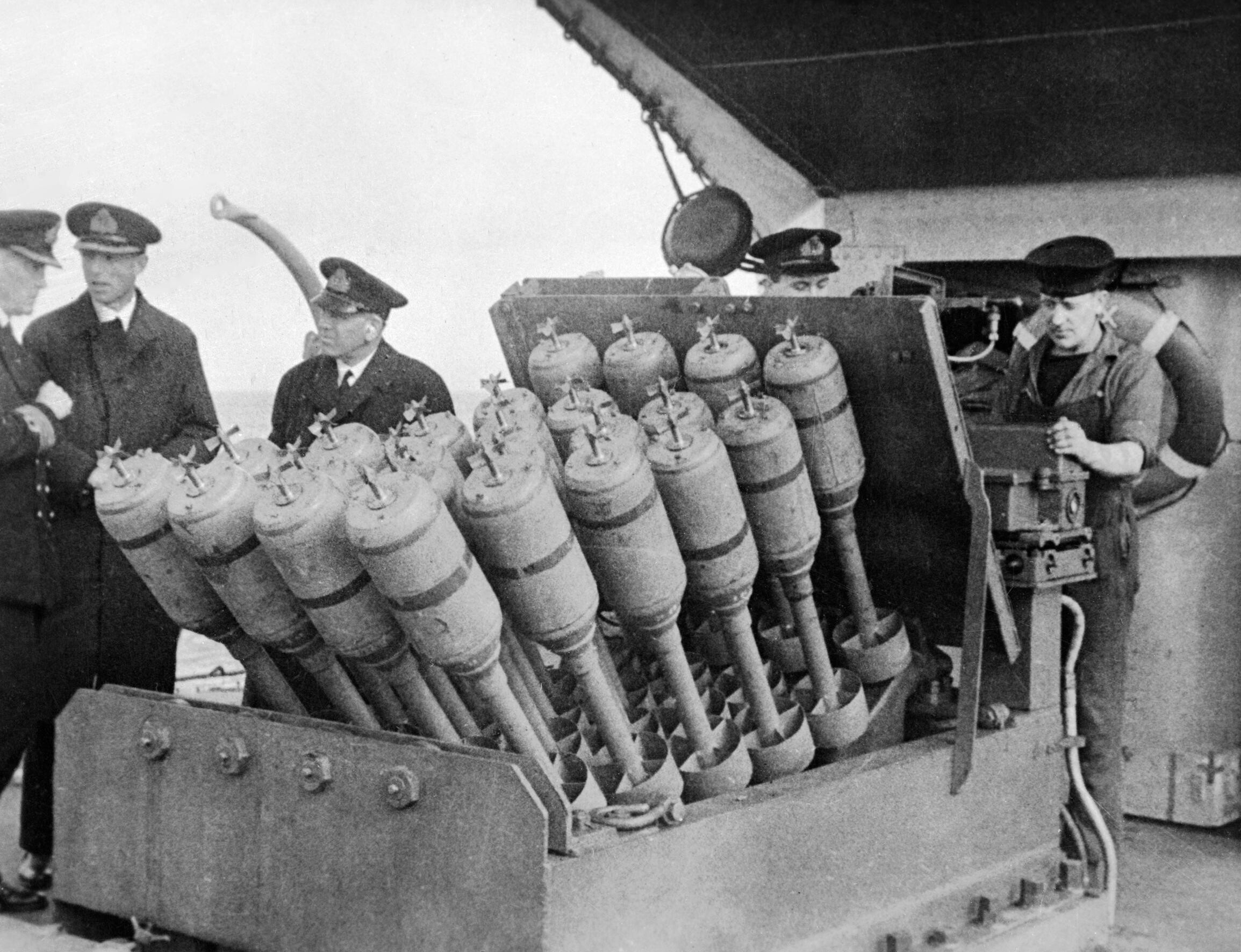
Hedgehog-Werfer auf dem Zerstörer Westcott

Im Ersten Weltkrieg war die Wasserbombe die einzige speziell zur Bekämpfung von U-Booten entwickelte Waffe. Sie wurde vom Heck eines Kriegsschiffs geschoben, nachdem die Detonationstiefe manuell eingestellt worden war. Zum Aufspüren von U-Booten wurden Unterwasser-Richtmikrofone (Hydrophone, auch passives Sonar) verwendet, deren Entwicklung zu dieser Zeit allerdings erst begann. Wegen der vielen Störgeräusche, insbesondere in Konvois oder Flottenverbänden waren diese recht unzuverlässig.
Die beste Methode, ein U-Boot zu entdecken, war dessen Sichtung. Ein U-Boot musste zum Angriff auf Sehrohrtiefe gehen, um Torpedos einzusetzen. Zum Einsatz seiner Bordgeschütze musste es ganz auftauchen. So waren die Gegenmaßnahmen anfangs konventionell und viele U-Boote wurden durch Schiffsartillerie oder durch Rammen versenkt.
Im Laufe des Zweiten Weltkriegs waren alliierte Kriegsschiffe durch aktives Sonar und die Einführung des Radars erstmals in der Lage, aktiv und bei Nacht nach U-Booten zu suchen, während man vorher weitgehend darauf angewiesen war, abzuwarten, bis sich ein U-Boot durch Angriff oder tagsüber durch Auftauchen selbst verriet. Auch der Funkverkehr der U-Boote wurde abgehört und nach Möglichkeit eine Funkpeilung im Verband mit anderen Schiffen oder Abhörstationen durchgeführt. Die Alliierten verwendeten hierfür das Huff-Duff.
Zum Schutz alliierter Konvois wurden in großer Zahl kleine Geleitschiffe gebaut, wie die Korvetten der Flower-Klasse. Die Flower-Korvetten verfügten bereits über Radar, das allerdings noch von Hand mittels eines Lenkrades aus dem Automobilbau gedreht wurde. Ihre Anti-U-Boot-Waffe war der Hedgehog, ein nach vorn gerichteter Mehrfachmörser, der bis zu 24 Granaten mit Aufschlagzünder gleichzeitig verschießen konnte. Wollte ein Kommandant ein U-Boot angreifen, fuhr er mit Höchstgeschwindigkeit auf sein Ziel zu und gab bei einer Entfernung von möglichst genau 230 m den Feuerbefehl.
Die Royal Navy entwickelte bereits 1939 einen speziellen ASW-Schiffstyp, die Sloops der Black-Swan-Klasse, die während des Krieges gute Erfolge in der U-Bootabwehr erzielten. Weiterhin wurden Wasserbomben verwendet, die nun aber vermehrt von Werfern wie dem britischen Squid oder seinem Nachfolger Limbo abgeschossen wurden und so ein wesentlich größeres Gebiet abdecken sowie schwerere Sprengladungen tragen konnten, ohne bei der Explosion das einsetzende Schiff zu gefährden.
Eine immer größere Rolle spielten Flugzeuge, die aufgetauchte U-Boote überraschen und durch Bordwaffen oder leichte Wasserbomben zumindest schwer beschädigen konnten. Eine weitere Methode war die Verlegung von Seeminen in den Zufahrten der U-Boot-Stützpunkte. Häfen wurden außerdem durch Netzsperren oder Kabel gegen U-Boote und die von ihnen verschossenen Torpedos geschützt.

## Moderne U-Jagd

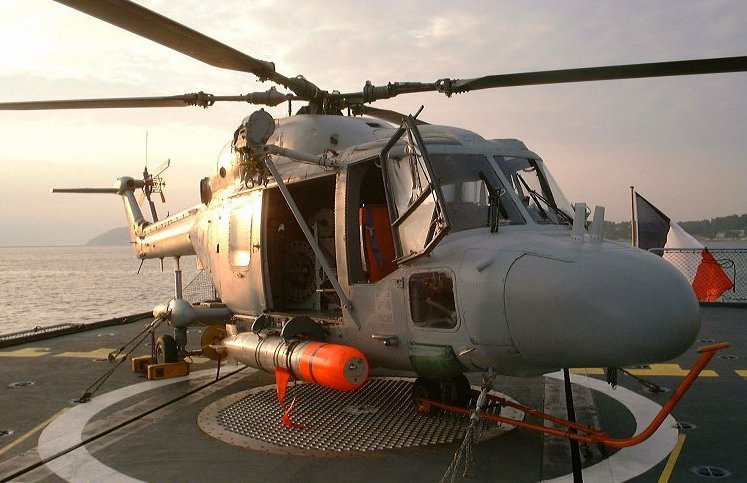
Sea Lynx ASW-Helikopter mit MK46-Torpedo

Nach dem Zweiten Weltkrieg entwickelte sich die Fregatte zum typischen ASW-Schiff. Die meisten der mit der Hauptaufgabe U-Jagd betrauten größeren Überwassereinheiten führen einen oder zwei Bordhubschrauber mit, die zur Ortung und Bekämpfung von U-Booten eingesetzt werden können. Außerdem werden auch Hubschrauberträger für die U-Jagd verwendet (japanische Hyūga-Klasse).
Während des Kalten Krieges entstand außerdem die Klasse der Jagd-U-Boote, deren Hauptaufgabe die Jagd nach gegnerischen U-Booten ist. Außerdem kann die weiträumige U-Bootbekämpfung durch Seefernaufklärer wie die Lockheed P-3, Lockheed S-3, Boeing P-8 oder die Tupolew Tu-142 unterstützt werden.

### Ortung

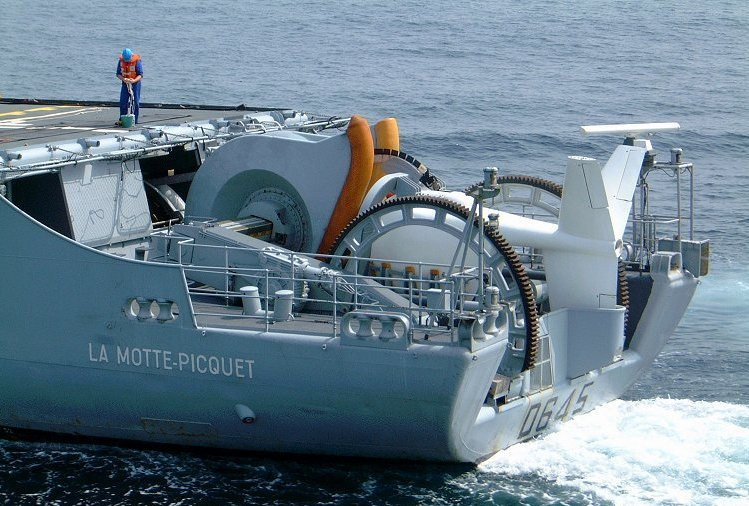
Tauchsonar am Heck einer französischen Fregatte

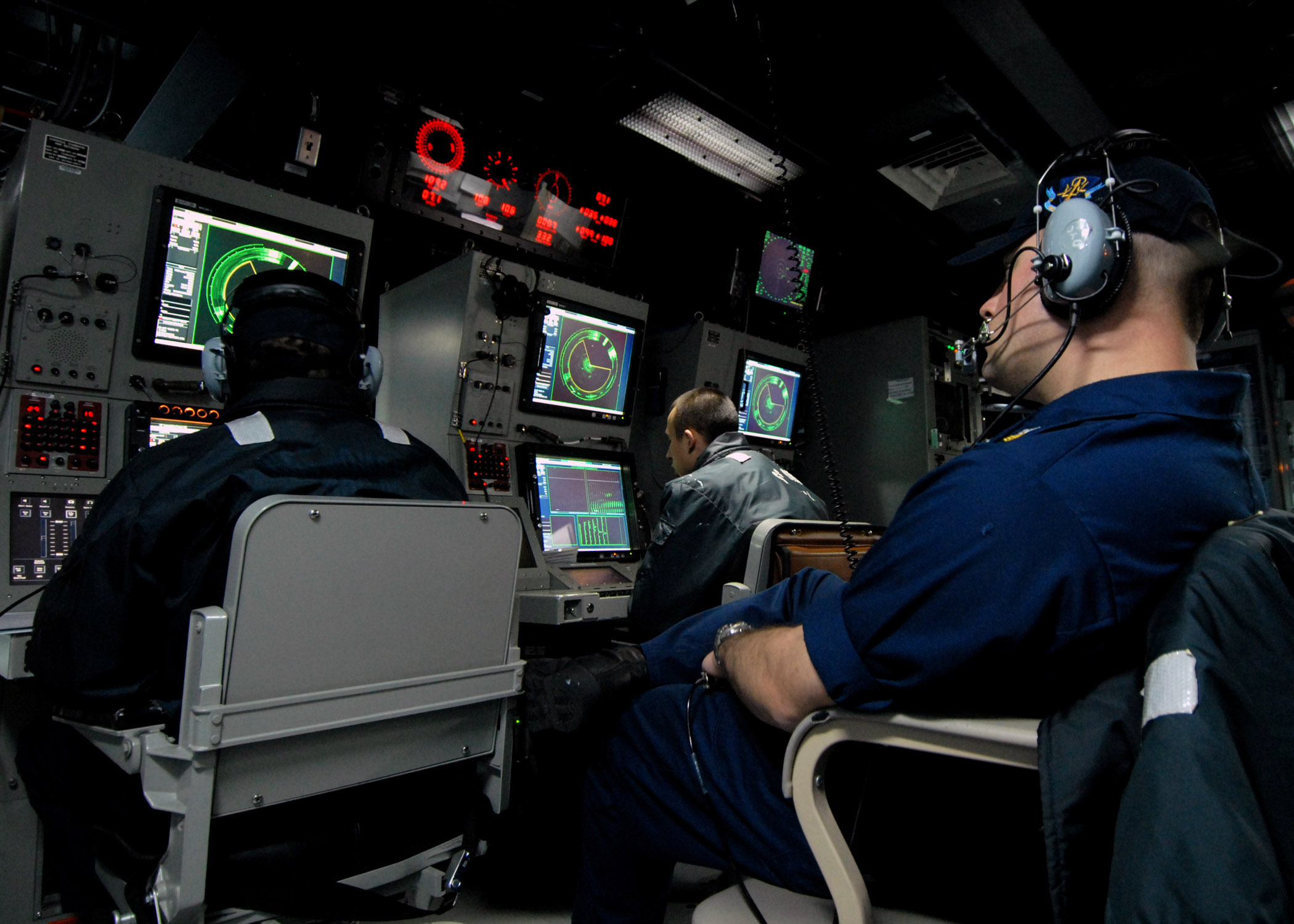
Die Systemkonsolen des U-Jagd-Systems AN/SQQ-89 an Bord der Momsen

Neben dem Radar sind aktives und passives Sonar die wichtigsten Mittel zum Orten eines U-Bootes. Mit Hilfe von Computern werden Umgebungsgeräusche und die Emissionen von bekannten Schiffen ausgefiltert und gezielt nach Geräuschsignaturen von U-Booten gesucht. Zusätzlich zum Schiffssonar können Bordhubschrauber Tauchsonar oder Sonarbojen ausbringen und so das Aufklärungsgebiet erheblich erweitern.
Moderne Kriegsschiffe verfügen über spezielle Geräte wie das Schleppsonar vom Typ AN/BQQ-5, das beispielsweise bei den Jagd-U-Booten der Los-Angeles-Klasse bis zu 800 m hinter dem Schiff hergezogen wird. Das hat mehrere Vorteile: die Eigengeräusche des Schiffs beeinträchtigen die Messung weniger, eine 360°-Beobachtung ist möglich und die verräterische Sonarsignatur kommt nicht vom Schiff selbst.
Die französischen Fregatten der Georges-Leygues-Klasse verwenden ein tiefenvariables Schleppsonar, das in unterschiedliche Wasserschichten abgelassen werden kann, um so U-Boote aufzuspüren, die sich beispielsweise in einer Kaltwasserschicht, unerkannt vom Bord-Sonar, verstecken.
Seit 1950 und etwa bis zum Ende des Kalten Krieges betrieb die NATO das Unterwasserabhörsystem SOSUS, das aus einem Netz stationärer, passiver Sonar-Anlagen besteht, die flächendeckend auf den Meeresboden versenkt wurden. Ähnliche Abhöranlagen werden auch von Nicht-NATO-Staaten zum Küstenschutz betrieben.
Ein weiteres modernes Gerät ist der MAD (Magnetic Anomaly Detector), der von Flugzeugen oder Hubschraubern eingesetzt wird und Änderungen des Erdmagnetfeldes registriert, wie sie typischerweise von U-Booten verursacht werden.

### Bekämpfung

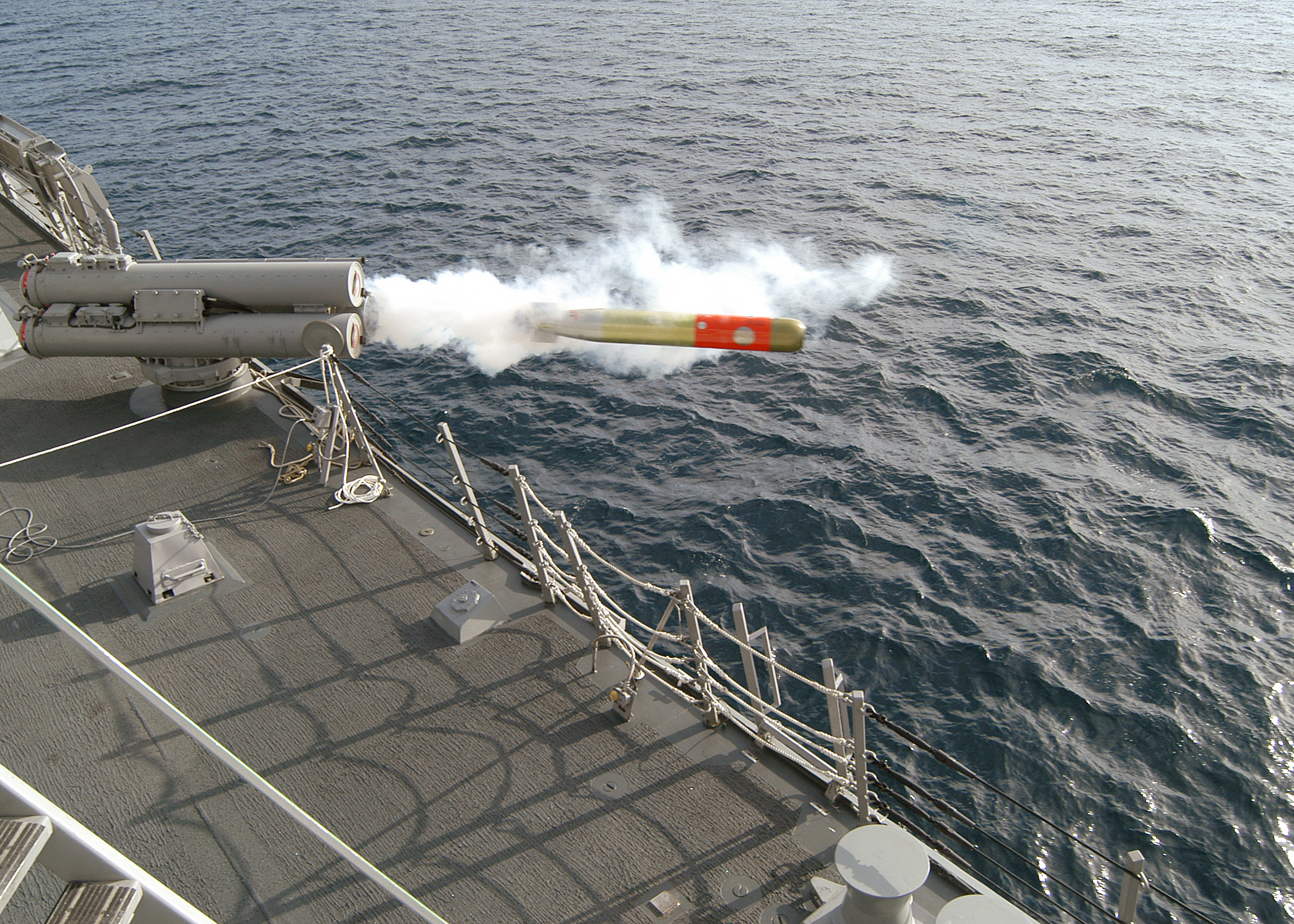
Abschuss eines Mark-46-Leichtgewichtstorpedos von der Preble

Ältere Schiffe sind mit Squid- oder Limbo-Werfern ausgestattet, die Wasserbomben über eine gewisse Entfernung in Richtung U-Boot-Position schleudern. Die wichtigste ASW-Waffe ist heutzutage der mit Sonarzielsuchkopf ausgestattete Torpedo. In der NATO ist hierbei der MK46 Leichtgewichtstorpedo Standard, es kommen jedoch auch andere Typen wie der MU90-Torpedo zum Einsatz. Die eingesetzten Leichtgewicht-Torpedos verfügen regelmäßig über das Kaliber 324 mm. An Bord der Schiffe sind entsprechende Torpedorohre vorhanden, daneben werden sie von Flugzeugen und den Bordhubschraubern aus eingesetzt.
Mit dem Erscheinen von schnellen, atomgetriebenen U-Booten in den 1960er Jahren, insbesondere der russischen Alfa-Klasse, wurde ein Problem in der U-Boot-Abwehr deutlich: Moderne Atom-U-Boote waren teilweise schneller als die damals zur Verfügung stehenden Torpedos oder Zerstörer und konnten daher praktisch nicht bekämpft werden.
In den Vereinigten Staaten wurde daher das ASROC-System eingeführt: Ein Torpedo (2006 meist vom Typ MK46), der von einer Rakete in die Nähe seines Ziels gebracht wird. Auf Schiffen des ehemaligen Warschauer Paktes kam mit der SS-N-14 Silex ein ähnliches System zum Einsatz. Ein weiterer Vorteil dieser Raketen-Torpedo-Kombination liegt darin, U-Boote schnell auf größere Entfernung bekämpfen zu können. Bemerkenswerte Waffen waren die von Jagd-U-Booten verwendeten Subroc und SS-N-16, die sowohl vertikal als auch aus den Torpedorohren gestartet werden konnten. Vom getauchten U-Boot steigt diese Rakete an die Oberfläche, zündet dort, fliegt über ihr Ziel und wirft dann einen Torpedo, der mehrere hundert Meter tief abtauchen kann, per Fallschirm ab. In den USA ist inzwischen die aus Vertical Launching Systems startbare RUM-139 VL-ASROC im Einsatz.